# Khadijah Whittington
Khadijah Ameenah Whittington (Roanoke, 5 agosto 1986) è un'ex cestista statunitense, professionista nella WNBA.

## Carriera
È stata selezionata dalle Indiana Fever al secondo giro del Draft WNBA 2008 con la 26ª chiamata assoluta.